# David Smith (regista)
David Smith, nome completo Henry David Smith (Faversham, 28 ottobre 1872 – Santa Barbara, 25 aprile 1930), è stato un regista, direttore della fotografia e sceneggiatore inglese del cinema muto.
Era il fratello maggiore di Albert E. Smith (1875-1958), cofondatore insieme a James Stuart Blackton della società di produzione Vitagraph. Usò anche il nome David Divad.

## Biografia
Nato in Inghilterra, nel Kent, David Smith iniziò a lavorare come regista e sceneggiatore. La sua carriera, tutta legata al periodo del muto, si svolse negli Stati Uniti. Il suo debutto nel cinema risale al 1915; fino alla fine degli anni venti, diresse oltre ottanta pellicole. Aveva lasciato ben presto la sceneggiatura, collaborando a solo tre film, mentre negli anni venti intraprese la carriera di direttore della fotografia con sei titoli al suo attivo. Fu anche produttore, ma di un solo film, girato nel 1925.
Sposato a Emma Wilgers, ebbe sei figli. Morì il 25 aprile 1930 a Santa Barbara, in California.

## Filmografia
La filmografia - basata su IMDb - è completa.

### Regista
- Her Gethsemane – cortometraggio (1915)
- Jones' Hypnotic Eye – cortometraggio (1915)
- The Repentance of Dr. Blinn – cortometraggio (1915)
- Three Johns – cortometraggio (1916)
- The Hoyden – cortometraggio (1916)
- Some Chicken – cortometraggio (1916)
- The Rich Idler – cortometraggio (1916)
- Her Loving Relations – cortometraggio (1916)
- The Foxy Trotters – cortometraggio (1916)
- It's a Bear – cortometraggio (1916)
- The Mayor's Fall from Grace – cortometraggio (1916)
- The Luck of Jane – cortometraggio (1916)
- Taking the Honey Out of Honeymoon – cortometraggio (1916)
- Have You Heard About Tillie? – cortometraggio (1916)
- His Wife's Allowance – cortometraggio (1916)
- A Lesson for Somebody – cortometraggio (1916)
- A Bit of Bent Wire – cortometraggio (1916)
- The Luck Charm – cortometraggio (1916)
- The Twin Fedoras – cortometraggio (1917)
- Jones Keeps House – cortometraggio (1917)
- The Footlight Lure – cortometraggio (1917)
- Up and Down – cortometraggio (1917)
- The Suitor from Siam – cortometraggio (1917)
- The Old Fourth Ward – cortometraggio (1917)
- The Road to Eternity – cortometraggio (1917)
- The Gang – cortometraggio (1917)
- The Last of the Troubadours – cortometraggio (1917)
- John Tom Little Bear – cortometraggio (1917)
- The Lonesome Road – cortometraggio (1917)
- Law and Order – cortometraggio (1917)
- Hygeia at the Solito – cortometraggio (1917)
- One Dollar's Worth – cortometraggio (1917)
- The Enchanted Kiss – cortometraggio (1917)
- Two Renegades
- The Atavism of Tom
- The Fourth in Salvador
- The Hiding of Black Bill
- The Moment of Victory
- The Fifth Wheel – cortometraggio (1918)
- By Injunction
- The Woman in the Web, co-regia di Paul Hurst - serial cinematografico (1918)
- Baree, Son of Kazan (1918)
- A Gentleman's Agreement (1918)
- The Changing Woman
- By the World Forgot
- The Dawn of Understanding, co-regia di Charles R. Seeling (1918)
- The Enchanted Barn
- The Wishing Ring Man
- A Yankee Princess  (1919)
- The Little Boss
- Cupid Forecloses
- Giorgetta e il suo chauffeur (Over the Garden Wall) (1919)
- A Fighting Colleen
- Pegeen (1920)
- Telemachus, Friend
- Il coraggio di Magda (The Courage of Marge O'Doone) (1920)
- The Roads We Take
- The Ransom of Mack
- A Ruler of Men
- An Afternoon Miracle
- Black Beauty (1921)
- It Can Be Done (1921)
- The Silver Car (1921)
- A Guilty Conscience (1921)
- Fiore del nord (The Flower of the North)
- The Little Minister (1922)
- Angel of Crooked Street
- My Wild Irish Rose (1922)
- A Girl's Desire (1922)
- Little Wildcat (1922)
- The Ninety and Nine (1921)
- Masters of Men
- The Midnight Alarm (1923)
- Pioneer Trails
- The Man from Brodney's
- My Man (1924)
- Borrowed Husbands
- Code of the Wilderness (1924)
- Captain Blood, co-regia di Albert E. Smith (1924)
- Pampered Youth (1925)
- Baree, Son of Kazan (1925)
- Steele of the Royal Mounted
- Two to One
- They Call It Love

### Direttore della fotografia
- The Avenging Shadow, regia di Ray Taylor (1928)
- Gold from Weepah
- Born to Battle, regia di Alan James (come Alvin J. Neitz) (1927)
- The Heart of the Yukon
- Born to Battle, regia di Robert De Lacey
- Pampered Youth

### Sceneggiatore
- The Game of Life, regia di Ulysses Davis (1915)
- Jones' Hypnotic Eye
- Through Troubled Waters

### Produttore
- Pampered Youth, regia di David Smith (1925)